# Henri Akoka
Henri Akoka (* 23. Juni 1912 in Palikao; † 22. November 1976) war ein französischer Klarinettist algerisch-jüdischer Familienherkunft.

## Leben und Werk
Henri Akoka wurde am 23. Juni 1912 im damals französischen Palikao in Algerien geboren. Er war das zweite von sechs Kindern des Trompeters Abraham Akoka, der 1926 mit seiner Familie über Marseille, Paris und Ponthierry nach Frankreich übersiedelte, damit seine Kinder Musik studieren konnten. Henri begann in der Band der Tapetenfabrik zu spielen, in der sein Vater arbeitete. Er trat ab seinem 14. Lebensjahr auch in Stummfilm-Soundtracks auf. Während dieser Zeit studierte er bei Briançon.
Henri Akoka graduierte 1935 am Pariser Konservatorium mit dem ersten Preis im Fach Klarinette. Er wirkte zunächst im Orchestre Symphonique de la Radio-diffusion de Strasbourg. Später wurde er Mitglied des  Orchestre National de la Radio in Paris. Bei Ausbruch des Zweiten Weltkriegs 1939 wurde Akoka zu einem Militärorchester in Verdun geschickt, wo er Étienne Pasquier und Olivier Messiaen kennenlernte. Im Juni 1940 wurden alle drei durch nationalsozialistische Truppen gefangen genommen und festgesetzt. Während sie auf den Abtransport in ein deutsches Gefangenenlager warteten, studierte Akoka Messiaens Komposition Abîme des Oiseaux für Soloklarinette vom Blatt. Er moquierte sich etwas über den Schwierigkeitsgrad der Komposition. Messiaen sprach ihm zu: „Du wirst das schon schaffen!“ Sie wurden dann in das deutsche Gefangenenlager Stammlager VIII A bei Görlitz verbracht, wo sie den Geiger Jean Le Boulaire trafen. Für dieses Ensemble komponierte Olivier Messiaen sein Quatuor pour la fin du temps, das im Januar 1941 im Lager uraufgeführt wurde. Messiaen integrierte das Klarinettenstück Abîme des Oiseaux in die Uraufführung des „Quartettes für das Ende der Zeit“. Nach dem Krieg erklärte Henri Akoka, dieses Quartett sei „die einzige Erinnerung an den Krieg, die ich behalten möchte“. Er hat dieses Quartett jedoch tatsächlich nie wieder aufgeführt.
Akokas Freilassung aus dem Lager wurde von dem deutschen Lagerwärter Carl-Albert Brüll arrangiert, indem er ihm falsche Entlassungspapiere zur Verfügung stellte. Er wurde jedoch „wegen seines jüdischen Aussehens“ wieder von dem ausfahrenden Transporter entfernt. Im April 1941 entkam Henri Akokaer „mit seiner Klarinette unter dem Arm“ auf dem Deck eines fahrenden Zuges. Er kehrte zum Orchestre National de la Radio zurück, das aus der Freizone Marseille heraus operierte.
Wieder in Freiheit baute Henri Akoka sich eine erfolgreiche Orchesterkarriere auf. Er wirkte als stellvertretender Soloklarinettist des Orchestre Philharmonique de Radio France. Seine Kollegen charakterisierten ihn als „den Kreisler der Klarinette“.
Henri Akoka starb am 22. November 1976 an einer Krebserkrankung.